# El despojo
Üxüf xipay (en mapudungún, en español: El despojo) es un documental chileno que expone en múltiples dimensiones el proceso de organización del pueblo mapuche a lo largo de los últimos 120 años.

## Capítulos
Está dividido en 6 bloques o unidades temáticas que son las siguientes:

### WallMapu
El primer bloque, titulado “WallMapu” (el territorio antiguo), da cuenta de lo que había, de la comprensión del mundo, de las tradiciones del pueblo, y de la extensión de este territorio hasta el momento de la Conquista. 

### La reducción
El segundo bloque, titulado “La reducción”, se refiere a la relación que ha existido entre el pueblo mapuche y el Estado de Chile, colonizadores chilenos y/o europeos, y de qué modo se ha dado la integración (o ausencia de ella) del pueblo mapuche al modelo de desarrollo nacional; sus consecuencias y perspectivas a futuro.

### Reforma y contrarreforma
El tercer bloque, “Reforma y contrarreforma”, aborda los años de la implementación en Chile del proceso de la Reforma Agraria (Gobiernos de los Presidentes Eduardo Frei Montalva y Salvador Allende) y su impacto en la recuperación de los territorios de los pueblos indígenas. Trata, además, de las consecuencias del golpe militar de 1973 sobre este mismo proceso: la contrarreforma y sus costos.

### Caminos cerrados
El cuarto bloque, denominado “Caminos cerrados”, abarca el período comprendido entre el inicio de la transición a la democracia, con la implementación de la Ley Indígena del Presidente Patricio Aylwin y la instauración de la Corporación Nacional de Desarrollo Indígena.

### País forestal
El quinto, “País forestal”, aborda el dilema que viven las poblaciones indígenas en las regiones octava y novena, como consecuencia de la implementación en la zona del concepto “Chile, país forestal”, sobre la base de recuperar terrenos erosionados y sin uso, en beneficio de todos los chilenos, creando empleo y oprtunidades al intoduccir pino insigne con fines de exportación de celulosa a los mercados dominantes del mundo.

### El Movimiento
Finalmente, el sexto bloque, titulado “El movimiento”, trata de indagar en la muy divulgada idea de la “capacidad de resistencia” del pueblo mapuche. A lo largo de la historia, el pueblo mapuche ha transitado por diversas etapas o intenciones en su voluntad de resistir a la digestión como pueblo por parte del organismo nacional. Un análisis, desde el pueblo mapuche, acerca de las estrategias actuales de resistencia y recuperación de lo perdido.

## Premios
- Primer Premio en Categoría "Pueblos Indígenas", Festival de Cine Documental de México, "Voces Contra el Silencio", 2004.
- Primer Premio en Categoría Valor Testimonial, Festival Internacional de Cine Indígena, Santiago de Chile, 2004;
- Primer Premio en Categoría Documental, Boston Latino Film Festival 2004;
- Primer Premio en Categoría Documental, Festival de las Ideas políticas y la Cultura, Santiago de Chile, 2006
- Selección Oficial en Competencia, IDFA, Ámsterdam, Holanda, 2004;
- Mención, Festival Internacional de Cine Sur Realidades, Bogotá, Colombia, 2004;
- Mención, Festival de Cine y Derechos Humanos, Buenos Aires, Argentina, 2004;
- Selección Oficial en Muestra Cine de Tres Continentes, Nueva Delhi, India, 2004;
- Selección Oficial en Cine y Derechos Humanos, Varsovia, Polonia, 2004;
- Selección Oficial, Festival Internacional de Cine de Valdivia, Chile, 2003;
- Selección Oficial, Festival Internacional de Cine de Valparaíso, Chile, 2004;
- Selección Oficial, Festival Cine de Las Américas, Austin, Texas (EEUUA), 2005;
- Selección Oficial, Muestra de Cine Documental Latinoamericano, La Latina, Paris, Francia, 2004;
- Selección Oficial, Festival Filmar en América Latina, Ginebra, Suiza, 2004;
- Selección Oficial, 18éme Rencontres de Cinema de Toulouse, Toulouse, 2006.